# Phú Đông (phường)
Phú Đông là một phường cũ thuộc thành phố Tuy Hòa, tỉnh Phú Yên, Việt Nam.
Phường có trường Quân sự tỉnh Phú Yên, Trung đoàn Bộ binh huấn luyện, Tiểu đoàn huấn luyện, Ban quản lý cảng cá Đông Tác, Trung tâm bồi dưỡng Chính trị thành phố Tuy Hòa, Nghĩa Trang liệt sỹ tỉnh Phú Yên... đóng trên địa bàn.

## Địa lý
Phường Phú Đông nằm ở phía nam thành phố Tuy Hòa, có vị trí địa lý:
- Phía đông giáp Biển Đông
- Phía tây giáp phường Phú Lâm
- Phía nam và tây nam giáp phường Phú Thạnh
- Phía bắc giáp phường 6 và xã Bình Ngọc qua sông Đà Rằng.

Phường có diện tích 6,17 km², dân số năm 2007 là 10.541 người, mật độ dân số đạt 1.709 người/km².

## Lịch sử
Địa bàn phường Phú Đông trước đây là một phần thị trấn Phú Lâm thuộc huyện Tuy Hòa cũ (nay là thị xã Đông Hòa và huyện Tây Hòa).
Ngày 5 tháng 1 năm 2005, Chính phủ ban hành Nghị định 03/2005/NĐ-CP. Theo đó, chuyển thị trấn Phú Lâm về thành phố Tuy Hòa mới thành lập và chuyển thành phường Phú Lâm.
Ngày 3 tháng 12 năm 2007, Chính phủ ban hành Nghị định 175/2007/NĐ-CP. Theo đó, chia phường Phú Lâm thành 3 phường Phú Lâm, Phú Đông và Phú Thạnh.
Sau khi thành lập, phường có 616,85 ha diện tích tự nhiên và 10.541 người.

## Hành chính
- Khu phố: Khi thành lập phường có 02 khu phố gồm khu phố 5 và khu phố 6 của phường Phú Lâm khi chưa được chia tách và thành lập phường mới từ trước năm 2008. Sau khi thành lập đề nghị chia tách 02 khu phố và thành lập 06 khu phố mới từ năm 2013 (từ khu phố 1 đến khu phố 6).

## Kinh tế
Nguồn thu nhập chủ yếu là nông nghiệp, dịch vụ và đánh bắt hải sản xa bờ với đội tàu khai thác khoản 250 chiếc có công suất trên 90CV. Tổng số hộ có nguồn thu nhập chính từ nông nghiệp, đánh bắt khoản 1.400 hộ, dịch vụ 620 hộ, còn lại hộ kinh doanh dịch vụ và hộ khác.
- Về Nông nghiệp: Diện tích đất nông nghiệp có 97ha nằm phần lớn thuộc địa bàn phường Phú Thạnh, phường Phú Lâm (xâm canh do chia tách phường 2008) và một phần nhỏ diện tích thuộc phường Phú Đông nhưng nằm trong dự án 394ha. Tổng sản lượng lương thực hàng năm đạt 1.350 tấn.
- Về đánh bắt thủy, hải sản: Số lượng tàu thuyền có trên 300 chiếc, trong đó tàu có 90CV trở lên khoản 250 chiếc. Tổng sản lượng đánh bắt hàng năm đạt khoản từ 2.000 - 2.500 tấn cá các loại, chủ yếu là nghề câu cá Ngừ đại dương (địa phương gọi là Cá Bò Gù); xuất khẩu chiếm 70% sản lượng và khoản 30% là phục vụ nội địa. Có 01 tàu đóng mới theo Nghị định 67/2014/NĐ-CP về chính sách phát triển thủy sản (tàu vỏ thép). Có Cảng cá Đông Tác đã được đầu tư xây dựng và dự án quy hoạch cơ sở dịch vụ hậu cần nghề cá.

## Giáo dục
Trên địa bàn phường có 01 trường Trung hoc phổ thông Nguyễn Trường Tộ; một trường Tiểu học Lê Văn Tám đạt chuẩn quốc gia (với 02 điểm trường); 02 trường mẫu giáo và 06 cơ sở điểm nhóm mẫu giáo tư thục.

## Giao thông
Có tuyến đường sắt Bắc Nam đi qua; các trục đường chính là Ngô Gia Tự, Đinh Tiên Hoàng, Võ Thị Sáu, Yết Kiêu, Hùng Vương ngày được đầu tư khang trang hơn.
Ngoài ra còn các tuyến đường ngang Nguyễn Hồng Sơn, Bùi Thị Xuân, Phan Chu Trinh, 27/7, Kim Đồng và Phạm Đình Quy.

## Văn hóa
Lễ hội hát cầu ngư tại Lăng ông Đông Tác, Khu phố 6; lễ hội thường diễn ra từ 05-07 ngày; 01-02 ngày là lễ; 04-05 ngày là lễ hội phục vụ cho người dân. Ngoài ra còn các phong tục thờ cúng Thành Hoàng, Hậu thổ vào tháng 3 và tháng 8 Âm lịch. Hiện nay Lăng ông Đông tác đã được công nhận di tích lịch sử văn hóa cấp Tỉnh.

## Quy hoạch đô thị, xây dựng
Hiện nay phường Phú Đông có khu quy hoạch khu đô thị 394 ha Nam thành phố Tuy Hòa giai đoạn 1, đến nay đã đền bù và giải tỏa 186ha, đã thi công 53ha. Khu quy hoạch dân cư 30 ha phục vụ tái định cư cho dự án 394ha. Dự án nhà ở xã hội nam Hùng Vương do công ty TNHH Bích Hợp làm chủ đầu tư hiện nay đang từng bước hoàn thiện. Quy hoạch các khu dân cư cho Bộ Chỉ huy quân sự tỉnh, Biên phòng tỉnh.... Đang thực hiện dự án kè biển Xóm Rế, (gọi là Gành đá Lỗ, Gành Đá Lỗ Rong) đã hoàn thành giai đoạn 1 và triển khai giai đoạn 2; dự án nạo vét lòng lạch phục vụ ra vào cảng cá Đông Tác...